# Joanna Scanlan
Joanna Scanlan (West Kirby, 27 ottobre 1961) è un'attrice e sceneggiatrice britannica.

## Biografia
Joanna Scanlan è nata a West Kirby, figlia degli albergatori Michael e Patricia Scanlan, e ha studiato storia al Queen's College dell'Università di Cambridge.
Dopo la laurea ha insegnato teatro alla De Montfort University per cinque anni e poi all'Arts Council of Great Britain per altri tre. È stato soltanto nella seconda metà degli anni novanta che ha cominciato a recitare, apparendo in numerosi film e serie televisive. Sul piccolo schermo è nota soprattutto per aver scritto ed interpretato la serie Getting On, per cui ha ricevuto tre candidature ai Premi BAFTA: una come attrice e due in veste di sceneggiatrice.
Nel 2022 ha vinto il BAFTA alla migliore attrice protagonista per After Love, un film che l'anno prima le era già valso il British Independent Film Award nella medesima categoria.

## Filmografia parziale

### Attrice

#### Cinema
- La ragazza con l'orecchino di perla (Girl with a Pearl Earring), regia di Peter Webber (2003)
- Kinky Boots - Decisamente diversi (Kinky Boots), regia di Julian Jarrold (2005)
- Diario di uno scandalo (Notes on a Scandal), regia di Richard Eyre (2006)
- E lucean le stelle (The Moon and the Stars), regia di John Irvin (2007)
- Stardust, regia di Matthew Vaughn (2007)
- L'altra donna del re (The Other Boleyn Girl), regia di Justin Chadwick (2008)
- In the Loop, regia di Armando Iannucci (2009)
- House of Boys, regia di Jean-Claude Schlim (2009)
- The Invisible Woman, regia di Ralph Fiennes (2013)
- Testament of Youth, regia di James Kent (2014)
- S.O.S. Natale (Get Santa), regia di Christopher Smith (2014)
- Bridget Jones's Baby, regia di Sharon Maguire (2016)
- La ragazza del punk innamorato (How to Talk to Girls at Parties), regia di John Cameron Mitchell (2017)
- La ragazza dei tulipani (Tulip Fever), regia di Justin Chadwick (2017)
- La leggendaria Dolly Wilde (How to Build a Girl), regia di Coky Giedroyc (2019)
- After Love, regia di Aleem Khan (2020)
- This Christmas, regia di Chris Foggin (2022)
- Cattiverie a domicilio (Wicked Little Letters), regia di Thea Sharrock (2023)
- JOY - The Birth of IVF (Joy) , regia di Ben Taylor (2024)

#### Televisione
- Peak Practice – serie TV, 1 episodio (1997)
- EastEnders – serial TV, 2 puntate (2000)
- Spaced – serie TV, 1 episodio (2001)
- My Family – serie TV, 1 episodio (2001)
- Doc Martin – serie TV, 2 episodi (2004-2011)
- The Thick of It – serie TV, 20 episodi (2005-2012)
- Getting On – serie TV, 15 episodi (2009-2012)
- I misteri di Pemberley (Death Comes to Pemberley) – miniserie TV, 3 puntate (2013)
- L'ispettore Barnaby (Midsomer Murders) – serie TV, episodio 16x05 (2014)
- No Offence – serie TV, 21 episodi (2015-2018)
- Le avventure di Hooten & the Lady (Hooten & the Lady) – serie TV, 1 episodio (2016)
- Philip K. Dick's Electric Dreams – serie TV, 1 episodio (2017)
- Requiem – serie TV, 6 episodi (2018)
- Sally4Ever – serie TV, 1 episodio (2018)
- The Woman in White – miniserie TV, 3 puntate (2018)
- Dracula – miniserie TV, puntata 1 (2020)
- Gentleman Jack - Nessuna mi ha mai detto di no (Gentleman Jack) – serie TV, episodi 2x02-2x08 (2022)
- Avenue 5 – serie TV, episodio 2x03 (2022)
- A Very Royal Scandal, regia di Julian Jarrold – miniserie TV (2024)
- Slow Horses – serie TV, 4 episodi (2024)

### Sceneggiatrice
- Getting On – serie TV, 9 episodi (2010-2015)

### Produttrice
- Getting On – serie TV, 13 episodi (2013-2015)
- No Offence – serie TV, 6 episodi (2018)

## Doppiatrici italiane
Nelle versioni in italiano delle opere in cui ha recitato, Joanna Scanlan è stata doppiata da:
- Anna Cesareni ne La ragazza con l'orecchino di perla, A Very Royal Scandal
- Anna Cugini ne La ragazza dei tulipani
- Cinzia De Carolis in No Offence
- Francesca Guadagno in Diario di uno scandalo
- Micaela Incitti in Bridget Jones's Baby
- Cristina Noci in Stardust
- Antonella Baldini in Cattiverie a domicilio
- Michela Alborghetti in Gentleman Jack - Nessuna mi ha mai detto di no
- Tiziana Avarista in Joy